# マックロード
マックロード（MACLORD）は、松下電器産業（現：パナソニック）がNational（ナショナル）ブランド（のちPanasonic（パナソニック）ブランド）より発売していたVHSビデオデッキのブランドである。

## 概要
松下電器産業（現：パナソニック）は、1977年6月にVHS方式のビデオデッキを初めて発売した。「マックロード」とは、その時に命名されたブランドである。低廉な価格など当時としては画期的な点が多数あり、大ヒットした。世界で初めて3倍モードを搭載したり、アルミダイキャストシャーシの採用、独自のバーコードとスキャナを使った録画予約システムや番組表に付いているGコードで予約できる機能もあった。同時期に発売された同社のビデオカメラには「マックロードムービー」の名が付いていた。

## マックロードのその後
「マックロード」の商品は、パナソニックブランド誕生の1989年まで発売が続けられた。以降は前面には押し出されなくなったものの、近年まではカタログにのみ表記が残った。パナソニックブランド誕生後に発売された「れんたろう」（NV-F500）まで「マックロード」、「Sマックロード」、「マックロードムービー」の名が残っていたが、1990年以降に廃止された。カタログの表紙のマックロード表記は1992年以降に完全に廃止。

## パナソニック製ビデオデッキのその後
VHS規格のビデオデッキは、その後DVDレコーダーやBDレコーダーなどのデジタル機器に押され、パナソニック製の新機種は2005年に発売されたNV-HV72G・HV62が最後（S-VHS方式は2003年発売のNV-SV150Bが最後）で、これも2007年2月をもって製造が終了し、パナソニックのVHSビデオデッキは単体機としては30年の歴史に幕を下ろした。
現在は、DVDレコーダー/BDレコーダーのDIGAに内蔵されたもののみとなっているが、2006年秋以降に発売された機種（DMR-XP20V/XP21V/XP22V/XP25V/XW40V/XW41V/XW200V/BR630V/BR670V）はVHSへの直接録画が不可能（逆に直接再生は可能）となっており、テレビ放送や他の映像機器からVHSビデオテープに録画したい場合は、いったん内蔵されたHDDに記録しなければならず、あくまで過去の映像を保存するための手段として割り切った機能となっている。
VHS規格のビデオデッキは民生用・業務用ともに一定のニーズがあり、VHS規格に対応した製品はDVDレコーダーとの一体型も含め東芝や日本ビクターなどによって細々と製造・販売が続けられていたが、2012年2月10日にはパナソニックが「VHSビデオデッキの日本国内向け生産を2011年限りで完全終了した」旨を公式発表。これにより1977年より続けてきたビデオデッキ生産（国内向け）は35年の歴史に幕を閉じた（最終モデルはVHS一体型ディーガ「DMR-XP25V」と「DMR-BR670V」）。

## 「マックロード」での発売機種
- 1977年 NV-8800（マックロード88・マックロード第1号機。元から留守番録画タイマー機能付、定価26万6000円）
- 1978年 NV-6600（倍速・コマ送り再生、静止画の機能を付けたもの）
- 1979年 NV-6000（世界初の3倍モード搭載）
- 1981年 NV-10000（コンシューマ用としては世界初のピエゾヘッドによる早送り時のノイズの大幅低減、可動ヘッドによるオートトラッキング機能を搭載）
- 1983年 NV-800（初のHi-Fi音声モデル、サイズ430(W)x115(H)x388(D)、定価28万9800円)[2]
- 1985年 NV-U1 （ビデオデッキとして初めて10万円を切る）
- 1986年 NV-1000HD（初のフライングイレース（FE）ヘッド、ジョグ・シャトル搭載）、NV-G21（初のバーコード予約機能搭載）、NV-F21（MACLORDシリーズ初の高速頭出し（VISS）搭載）
- 1987年 NV-F1（Hi-Fiビデオデッキで初めて10万円を切る）、NV-FS1（MACLORDシリーズ初のS-VHS搭載モデル）
- 1988年 NV-DS1（S-VHS搭載）、NV-F5（バーコード予約機能搭載、10万円Hi-Fiデッキ。「ナショナル」最終モデル）

　　　詳細についてはパナソニックのVTRの歴史も参照

## CM
1977年、第1号機のNV-8800には俳優の森繁久彌を起用。翌年、倍速、静止、コマ送り機能を追加した「NV-6600」にはザ・ドリフターズの一部のメンバーが出演し、中でも仲本工事の「コ・マ・オ・ク・リ・モ・デ・キ・マ・ス・ヨ」「再生時間はロ・ク・ジ・カ・ン」が有名。その他、中村雅俊出演の「中村さん家のマックロード」シリーズ、イノシシの子供の「ウリ坊」出演のCMなどがある。ナショナルブランド末期からパナソニックブランド初期には、ジョージ・ルーカスやウッチャンナンチャン、坂上二郎が出演していた。
以上、これらのCMは視聴率の高いTBSの月曜夜8時枠の「ナショナル劇場」（後の「パナソニック ドラマシアター」。『水戸黄門』『江戸を斬る』シリーズの時代劇で有名）でも放映されていたため、一般的な認知度も非常に高かった。

## 備考
かつては事業部や販売ルートの違いから、市販機と全く同一仕様で品番だけが異なる業務用モデルがあった（品番は市販機→ビデオ事業部がNV-に対し、業務用機全般→ビデオシステム事業部はAG-）。主に教育市場・公共施設・企業の研修施設などが対象であった。同様のケースは日本ビクターにも見られたが、こちらは識別のためボディカラーを変えている。